# جون باور (رسام أمريكي)
جون باور (بالإنجليزية: John Bauer)‏ هو رسام أمريكي، ولد في 1971.

## وصلات خارجية
- الموقع الرسمي